# Nadtieriecznoje
Nadtieriecznoje (ros. Надтеречое czeczen. Лаха Нёвре)) – wieś w Rosji, w Czeczenii, w rejonie nadtieriecznym. W 2010 liczyła 8475 mieszkańców.

## Urodzeni
- Abdurachman Awtorchanow (1908-1997) - czeczeński sowietolog
- Mowlid Wisaitow (1914-1986) - podpułkownik Armii Czerwonej, Bohater Związku Radzieckiego.